# ビンデシン
ビンデシン（vindesine）は、化学療法で用いられる抗有糸分裂ビンカアルカロイドである。抗悪性腫瘍剤（抗がん剤）の一種。CAS登録番号53643-48-4。ビンブラスチンの初めての半合成アナログである。
硫酸塩が「フィルデシン」という商品名で発売されている。VDSという略号で表されることがある。

## 適応
急性白血病（慢性骨髄性白血病の急性転化を含む）、悪性リンパ腫、肺癌、食道癌

## 副作用
骨髄抑制、抗利尿ホルモン不適合分泌症候群 (SIADH)、麻痺性イレウス、消化管出血、間質性肺炎、心筋虚血、脳梗塞、神経麻痺、痙攣、聴覚異常、筋力低下（起立障害、歩行障害、階段昇降障害、手指連動障害など）、知覚異常、末梢神経障害、アナフィラキシー様症状、食欲不振、悪心・嘔吐、口内炎、便秘 AST (GOT) 上昇、ALT (GPT) 上昇、Al-P上昇、 BUN上昇、クレアチニン上昇、発疹、脱毛、しびれ感、知覚低下、息切れ、気管支痙攣、悪寒、発熱、静脈炎など。

## 作用機序
あまり明らかではないが、微小管またはチューブリンに関連したものであるとされる。